# Dongshantempel van Dapeng
De Dongshantempel van Dapeng is een boeddhistische tempel met een Chinese tempel van Guan Di. Het tempelcomplex ligt nabij het ommuurde dorp Dapengcheng, Dapeng, Shenzhen en heeft een oppervlakte van 1400 m². De tempel kent een lange geschiedenis die begon in de Ming-dynastie toen het gebouwd werd in 1394. In de Qing-dynastie werd het gerenoveerd. Tijdens de Tweede Chinees-Japanse Oorlog werd in de tempel een militaire school opgericht door linkse Chinese verzetsstrijders van de Dongjiang verzetsgroep.
Het is een van de gebouwen die op de Shenzhense lijst van culturele erfgoeden staat.
In het complex is een huabiao te vinden, een hoofdingang, een Guan Ditempel, een Mahavirahal, een Guanyinhal, een bel- en trommeltoren en een stenen pagode.
De tempel is zeer populair onder de plaatselijke bevolking en trekt jaarlijks ook vele gelovigen uit andere gebieden van Shenzhen en Hongkong. En is daarmee een belangrijke toeristische attractie van de streek Dapengbandao. Een andere oude tempel die veel bezoekers trekt in deze streek is de Longyantempel (龙岩古寺).
Heden wordt de tempel grondig gerestaureerd en is men bezig met een uitbouw van het tempelcomplex.